# Je vivrai l'amour des autres
Je vivrai l'amour des autres est un roman de Jean Cayrol publié en 1947 aux éditions du Seuil et ayant reçu le prix Renaudot la même année.

## Historique
Le roman comprend deux parties, initialement parues séparément puis regroupées en un seul volume la même année :
- On vous parle (août 1947)
- Les Premiers Jours (septembre 1947)

## Éditions
- Je vivrai l'amour des autres, éditions du Seuil, 1947.